# Electric Sun
Electric Sun fue una banda alemana de hard rock y heavy metal fundada en 1978 en Hannover por el guitarrista Uli Jon Roth, tras su renuncia a Scorpions a mediados del mismo año. El grupo fue creado como un power trio, pero tras un hiato de dos años (1981-1983), Uli optó por incluir a otros músicos entre ellos un cantante y algunos coristas, que se mantuvieron hasta su separación. En sus siete años de existencia publicaron tres álbumes de estudio, siendo los dos primeros muy ligados al rock psicodélico y las tendencias hippies, y que para algunos críticos son considerados como una maqueta para lo que más tarde se denominó metal neoclásico.
Luego de una gira por los Estados Unidos, Uli decidió separar la banda en 1985 por algunos problemas financieros y porque no se sentía a gusto en una industria musical dominada por el glam metal, a la que él denominó como «el circo del rock and roll».

## Historia
A mediados de 1978 Uli Jon Roth renunció a Scorpions por tener diferencias musicales con el resto de la banda y para iniciar su anhelada carrera solista. Sin embargo, optó por fundar un power trio junto al bajista Ule Ritgen y al baterista Clive Edwards, inspirándose en Cream y Jimi Hendrix. En 1979 debutaron con el disco Earthquake, cuyo sonido era muy similar a sus composiciones con Scorpions, aunque agregó algunos toques de lo que posterior fue llamado metal neoclásico y letras espirituales tomadas del rock psicodélico y el movimiento hippie. Luego del lanzamiento de su álbum debut Edwards renunció a la banda para integrarse a Wild Horses y en su reemplazo Roth contrató a Sidhatta Gautama, que participó en la grabación de Fire Wind de 1981. A pesar de que no logró una significativa recepción comercial, el disco logró una positiva popularidad en el Reino Unido, Francia y Suecia, pero al poco tiempo Uli optó por alejarse de la música para explorar otras cosas más espirituales.
Dos años después, en 1983, la banda regresó a los escenarios con una gira por Suecia e Inglaterra con siete músicos en total; entre ellos un teclista, dos coristas y dos bateristas. A finales de 1983 se trasladaron a Londres para grabar un nuevo álbum de estudio, que salió a la venta en 1985 bajo el título de Beyond the Astral Skies y a través de EMI Music. Su respectiva gira promocional de más de 50 shows les permitió tocar por primera vez en los Estados Unidos, pero esta etapa del tour provocó importantes pérdidas monetarias —debido al mal manejo financiero— que derivó en no seguir extendiendo las presentaciones en ese país. Sumado a ello, el poco interés del propio Uli de seguir en la industria musical dominada por el glam metal, a la cual el denominó «el circo del rock and roll», lo llevó a separar la banda luego de dar su último concierto el 4 de julio de 1985 en el festival Milwaukee Beer Fest.

## Miembros
- Uli Jon Roth: voz y guitarra (1978-1985)
- Ule Ritgen: bajo eléctrico (1978-1985)
- Clive Edwards: batería (1978-1979)
- Sidhatta Gautama: batería (1980-1981)
- Clive Bunker: batería (1983-1985)
- Michael Flechsig: voz (1983-1985)

## Discografía
- 1979: Earthquake
- 1981: Fire Wind
- 1985: Beyond the Astral Skies